# Cornard United F.C.
Cornard United FC là một câu lạc bộ bóng đá có trụ sở tại Great Cornard, gần Sudbury, Suffolk, Anh. Đội bóng hiện thi đấu tại Eastern Counties League Division One North và có sân nhà ở Blackhouse Lane.

## Danh hiệu
- Eastern Counties League
  - Nhà vô địch Division One mùa giải 1989–90
- Essex & Suffolk Border League
  - Nhà vô địch Premier Division các mùa giải 1988–89[2]
  - Nhà vô địch League Cup mùa giải 1988–89[2]
- Colchester & East Essex League
  - Nhà vô địch Division Three mùa giải 1974–75[1]
  - Nhà vô địch Division Four mùa giải 1973–74[1]
  - Nhà vô địch Division Five mùa giải 1972–73[1]
  - Nhà vô địch Division Six mùa giải 1971–72[1]
- Eastern Floodlight Cup
  - Nhà vô địch mùa giải 2002
- Suffolk Senior Cup
  - Nhà vô địch mùa giải 1988–89

## Thống kê
- Thành tích tốt nhất tại FA Cup: Vòng sơ loại đầu tiên các mùa giải 1993–94, 1994–95, 2004–05, 2008–09[1]
- Thành tích tốt nhất tại FA Vase: Vòng hai mùa giải 2008–09[1]
- Kỷ lục khán giả đến sân: 400 người trong trận đấu giao hữu với West Ham United, mùa giải 2001–02
- Cầu thủ ra sân nhiều nhất: Keith Featherstone[3]
- Cầu thủ ghi bàn nhiều nhất: Andy Smiles[3]

## Liên kêt ngoài
- Trang web chính thức